# Pantanáli aranybegy
A pantanáli aranybegy (Polytmus guainumbi)  a madarak (Aves) osztályának a sarlósfecske-alakúak (Apodiformes) rendjéhez és a kolibrifélék (Trochilidae) családjához tartozó faj.

## Rendszerezése
A fajt Peter Simon Pallas német zoológus és botanikus írta le 1764-ben, a Trochilus nembe Trochilus guainumbi néven is.

## Alfajai
- Polytmus guainumbi andinus Simon, 1921
- Polytmus guainumbi guainumbi (Pallas, 1764)
- Polytmus guainumbi thaumantias (Linnaeus, 1766)[2]

## Előfordulása
Dél-Amerikában, Argentína, Bolívia, Brazília, Kolumbia, Francia Guyana, Guyana, Paraguay, Peru, Suriname, Trinidad és Tobago, valamint Venezuela területén honos. 
Természetes élőhelyei a szubtrópusi és trópusi szezonálisan elárasztott gyepek, szavannák, lápok és mocsarak környékén. Állandó, nem vonuló faj.

## Megjelenése
Testhossza 10 centiméter.

## Életmódja
Tápláléka nektárból és rovarokból áll.

## Szaporodása
Fészkét növényi anyagokból, bokrokra rakja.

## Természetvédelmi helyzete
Az elterjedési területe rendkívül nagy, egyedszáma ismeretlen. A Természetvédelmi Világszövetség Vörös listáján nem fenyegetett fajként szerepel.